# Coppa Europa di sci alpino 2013
La Coppa Europa di sci alpino 2013 è stata la 42ª edizione della manifestazione organizzata dalla Federazione Internazionale Sci. È iniziata per gli uomini il 21 novembre 2012 a Levi in Finlandia con un slalom gigante, mentre il 26 novembre si è inaugurata a Vemdalen, in Svezia, con uno slalom speciale la stagione femminile. La competizione si è conclusa il 15 marzo a Soči Krasnaja Poljana, in Russia.
In campo maschile sono state disputate 36 delle 42 gare in programma (6 discese libere, 6 supergiganti, 11 slalom giganti, 11 slalom speciali, 1 supercombinata, 1 slalom parallelo), in 20 diverse località. Il norvegese Aleksander Aamodt Kilde si è aggiudicato sia la classifica generale, sia quella di supergigante; gli svizzeri Ralph Weber e Manuel Pleisch hanno vinto rispettivamente quelle di discesa libera e di slalom gigante, il britannico Dave Ryding quella di slalom speciale e il francese Victor Muffat Jeandet quella di combinata. L'austriaco Florian Scheiber era il detentore uscente del trofeo generale.
In campo femminile sono state disputate 37 delle 39 gare in programma (6 discese libere, 6 supergiganti, 11 slalom giganti, 11 slalom speciali, 2 supercombinate, 1 slalom parallelo), in 18 diverse località. L'austriaca Ramona Siebenhofer si è aggiudicata sia la classifica generale, sia quella di slalom gigante; le italiane Sofia Goggia e Michela Azzola hanno vinto rispettivamente quelle di discesa libera e di slalom speciale, l'austriaca Cornelia Hütter quella di supergigante e la francese Romane Miradoli quella di combinata. L'italiana Lisa Magdalena Agerer era la detentrice uscente del trofeo generale.

## Uomini

### Risultati
| Data               | Località              | Nazione   | Spec. | Primo                   | Secondo                 | Terzo                 |
| ------------------ | --------------------- | --------- | ----- | ----------------------- | ----------------------- | --------------------- |
| 21 novembre 2012   | Levi                  | Finlandia | GS    | Thomas Frey             | Stepan Zuev             | Calle Lindh           |
| 22 novembre 2012   | Levi                  | Finlandia | GS    | Victor Malmström        | Calle Lindh             | Stepan Zuev           |
| 24 novembre 2012   | Levi                  | Finlandia | SL    | Axel Bäck               | Mattias Hargin          | Philipp Schmid        |
| 25 novembre 2012   | Levi                  | Finlandia | SL    | Lars Elton Myhre        | Mattias Hargin          | Henrik Kristoffersen  |
| 28 novembre 2012   | Reiteralm             | Austria   | DH    | Daniel Danklmaier       | Mario Karelly           | Markus Dürager        |
| 29 novembre 2012   | Reiteralm             | Austria   | SG    | Clemens Dorner          | Fabio Renz              | Vincent Kriechmayr    |
| 12 dicembre 2012   | Obereggen             | Italia    | SL    | Manuel Feller           | Stefano Gross           | Markus Vogel          |
| 13 dicembre 2012   | Pozza di Fassa        | Italia    | SL    | Mattias Hargin          | Markus Vogel            | Cristian Deville      |
| 15 dicembre 2012   | San Vigilio           | Italia    | PR    | Gabriel Rivas           | Manuel Wieser           | Dave Ryding           |
| 19 dicembre 2012   | Zuoz/Sankt Moritz     | Svizzera  | GS    | Thomas Frey             | Stepan Zuev             | Manuel Pleisch        |
| 20 dicembre 2012   | Zuoz/Sankt Moritz     | Svizzera  | SL    | Wolfgang Hörl           | Santeri Paloniemi       | Mattias Hargin        |
| 3 gennaio 2013     | Chamonix              | Francia   | SL    | Luca Aerni              | Michael Janyk           | Riccardo Tonetti      |
| 4 gennaio 2013     | Chamonix              | Francia   | SL    | Riccardo Tonetti        | Calle Lindh             | Stefan Luitz          |
| 10 gennaio 2013    | Wengen                | Svizzera  | DH    | Ralph Weber             | Nils Mani               | Vitus Lüönd           |
| 12 gennaio 2013    | Wengen                | Svizzera  | DH    | Brice Roger             | Ralph Weber             | Douglas Hedin         |
| 15-16 gennaio 2013 | Hinterstoder          | Austria   | DH    | Markus Dürager          | Manuel Kramer           | Paolo Pangrazzi       |
| 18 gennaio 2013    | Patscherkofel         | Austria   | DH    | annullata               | annullata               | annullata             |
| 19 gennaio 2013    | Kirchberg in Tirol    | Austria   | GS    | Florian Eisath          | Thomas Fanara           | Tim Jitloff           |
| 20 gennaio 2013    | Kirchberg in Tirol    | Austria   | SL    | Steven Théolier         | Sebastian Foss Solevåg  | Dave Ryding           |
| 23 gennaio 2013    | Val-d'Isère           | Francia   | DH    | Wiley Maple             | Ralph Weber             | Frederic Berthold     |
| 24 gennaio 2013    | Val-d'Isère           | Francia   | SG    | Aleksander Aamodt Kilde | Silvano Varettoni       | Jeffrey Frisch        |
| 26 gennaio 2013    | Arber                 | Germania  | GS    | Tim Jitloff             | Pavel Trichičev         | Gino Caviezel         |
| 27 gennaio 2013    | Arber                 | Germania  | SL    | Miha Kuerner            | Dave Ryding             | Christoph Nösig       |
| 30 gennaio 2013    | Sarentino             | Italia    | DH    | Frederic Berthold       | Silvano Varettoni       | Johannes Kröll        |
| 31 gennaio 2013    | Sarentino             | Italia    | SC    | Victor Muffat Jeandet   | Aleksander Aamodt Kilde | Frederic Berthold     |
| 1º febbraio 2013   | Sarentino             | Italia    | SG    | Josef Ferstl            | Aleksander Aamodt Kilde | Niklas Köck           |
| 2-3 febbraio 2013  | Monte Pora            | Italia    | GS    | Victor Muffat Jeandet   | François Place          | Marcel Mathis         |
| 3 febbraio 2013    | Monte Pora            | Italia    | SL    | annullata               | annullata               | annullata             |
| 5 febbraio 2013    | Les Menuires          | Francia   | GS    | Florian Eisath          | Victor Malmström        | Victor Muffat Jeandet |
| 6 febbraio 2013    | Les Menuires          | Francia   | GS    | Tim Jitloff             | Thomas Tumler           | Florian Eisath        |
| 8 febbraio 2013    | La Thuile             | Italia    | SG    | Aleksander Aamodt Kilde | Vincent Kriechmayr      | Josef Ferstl          |
| 9 febbraio 2013    | La Thuile             | Italia    | SG    | Aleksander Aamodt Kilde | Christian Walder        | Vincent Kriechmayr    |
| 2 marzo 2013       | Grandvalira/Soldeu    | Andorra   | GS    | Elia Zurbriggen         | Manuel Pleisch          | Florian Eisath        |
| 3 marzo 2013       | Grandvalira/Soldeu    | Andorra   | GS    | Luca De Aliprandini     | Victor Malmström        | Thomas Tumler         |
| 4 marzo 2013       | La Molina             | Spagna    | SL    | Manuel Feller           | Luca Aerni              | Dave Ryding           |
| 5 marzo 2013       | La Molina             | Spagna    | SL    | annullata               | annullata               | annullata             |
| 8 marzo 2013       | Sella Nevea           | Italia    | SG    | annullata               | annullata               | annullata             |
| 9 marzo 2013       | Sella Nevea           | Italia    | SC    | annullata               | annullata               | annullata             |
| 11 marzo 2013      | Kranjska Gora         | Slovenia  | SL    | Jean-Baptiste Grange    | Wolfgang Hörl           | Manuel Feller         |
| 14 marzo 2013      | Soči Krasnaja Poljana | Russia    | SG    | Silvano Varettoni       | Alek Glebov             | Josef Ferstl          |
| 15 marzo 2013      | Soči Krasnaja Poljana | Russia    | GS    | Thomas Tumler           | Gino Caviezel           | Manuel Pleisch        |
| 17 marzo 2013      | Soči Krasnaja Poljana | Russia    | DH    | annullata               | annullata               | annullata             |

Legenda:

DH = discesa libera

SG = supergigante

GS = slalom gigante

SL = slalom speciale

SC = supercombinata

PR = slalom parallelo

### Classifiche

#### Generale
| Pos. | Nome                    | Nazione     | Punti |
| ---- | ----------------------- | ----------- | ----- |
| 1    | Aleksander Aamodt Kilde | Norvegia    | 721   |
| 2    | Victor Muffat Jeandet   | Francia     | 697   |
| 3    | Vincent Kriechmayr      | Austria     | 583   |
| 4    | Thomas Tumler           | Svizzera    | 560   |
| 5    | Henrik Kristoffersen    | Norvegia    | 504   |
| 6    | Silvano Varettoni       | Italia      | 469   |
| 7    | Calle Lindh             | Svezia      | 467   |
| 8    | Thomas Frey             | Francia     | 453   |
| 9    | François Place          | Francia     | 447   |
| 10   | Manuel Pleisch          | Svizzera    | 443   |
| 10   | Dave Ryding             | Regno Unito | 443   |

#### Discesa libera
| Pos. | Nome              | Nazione  | Punti |
| ---- | ----------------- | -------- | ----- |
| 1    | Ralph Weber       | Svizzera | 373   |
| 2    | Markus Dürager    | Austria  | 225   |
| 3    | Manuel Kramer     | Austria  | 202   |
| 4    | Silvano Varettoni | Italia   | 196   |
| 5    | Nils Mani         | Svizzera | 191   |

#### Supergigante
| Pos. | Nome                    | Nazione  | Punti |
| ---- | ----------------------- | -------- | ----- |
| 1    | Aleksander Aamodt Kilde | Norvegia | 404   |
| 2    | Vincent Kriechmayr      | Austria  | 296   |
| 3    | Silvano Varettoni       | Italia   | 273   |
| 4    | Josef Ferstl            | Germania | 268   |
| 5    | Christian Walder        | Austria  | 197   |

#### Slalom gigante
| Pos. | Nome             | Nazione   | Punti |
| ---- | ---------------- | --------- | ----- |
| 1    | Manuel Pleisch   | Svizzera  | 443   |
| 2    | Victor Malmström | Finlandia | 415   |
| 3    | Thomas Frey      | Francia   | 413   |
| 4    | Thomas Tumler    | Svizzera  | 389   |
| 5    | Florian Eisath   | Italia    | 372   |

#### Slalom speciale
| Pos. | Nome                  | Nazione     | Punti |
| ---- | --------------------- | ----------- | ----- |
| 1    | Dave Ryding           | Regno Unito | 443   |
| 2    | Mattias Hargin        | Svezia      | 422   |
| 3    | Manuel Feller         | Austria     | 403   |
| 4    | Luca Aerni            | Svizzera    | 338   |
| 5    | Victor Muffat Jeandet | Francia     | 276   |

#### Combinata
| Pos. | Nome                    | Nazione  | Punti |
| ---- | ----------------------- | -------- | ----- |
| 1    | Victor Muffat Jeandet   | Francia  | 100   |
| 2    | Aleksander Aamodt Kilde | Norvegia | 80    |
| 3    | Frederic Berthold       | Austria  | 60    |
| 4    | Vincent Kriechmayr      | Austria  | 50    |
| 5    | Marc Gisin              | Svizzera | 45    |

## Donne

### Risultati
| Data             | Località               | Nazione    | Spec. | Prima                         | Seconda                      | Terza                                                |
| ---------------- | ---------------------- | ---------- | ----- | ----------------------------- | ---------------------------- | ---------------------------------------------------- |
| 26 novembre 2012 | Vemdalen               | Svezia     | SL    | Michela Azzola                | Petra Vlhová                 | Ana Bucik                                            |
| 27 novembre 2012 | Vemdalen               | Svezia     | SL    | Magdalena Fjällström          | Petra Vlhová                 | Michela Azzola Charlotta Säfvenberg                  |
| 30 novembre 2012 | Kvitfjell              | Norvegia   | GS    | Sara Hector                   | Coralie Frasse Sombet        | Veronika Staber                                      |
| 1º dicembre 2012 | Kvitfjell              | Norvegia   | SC    | Ramona Siebenhofer            | Romane Miradoli              | Estelle Alphand                                      |
| 2 dicembre 2012  | Kvitfjell              | Norvegia   | SG    | Romane Miradoli               | Ramona Siebenhofer           | Cornelia Hütter                                      |
| 4 dicembre 2012  | Trysil                 | Norvegia   | GS    | Romane Miradoli               | Ramona Siebenhofer           | Carmen Thalmann                                      |
| 5 dicembre 2012  | Trysil                 | Norvegia   | GS    | Ramona Siebenhofer            | Sofia Goggia                 | Romane Miradoli                                      |
| 12 dicembre 2012 | Sankt Moritz           | Svizzera   | DH    | Vanja Brodnik Cornelia Hütter |                              | Corinne Suter                                        |
| 13 dicembre 2012 | Sankt Moritz           | Svizzera   | DH    | Corinne Suter                 | Cornelia Hütter              | Klára Křížová                                        |
| 18 dicembre 2012 | Courchevel             | Francia    | SL    | Petra Vlhová                  | Sarah Pardeller              | Marlene Schmotz                                      |
| 19 dicembre 2012 | Courchevel             | Francia    | GS    | Sofia Goggia                  | Coralie Frasse Sombet        | Clara Direz                                          |
| 20 dicembre 2012 | Crans Montana          | Svizzera   | SG    | Marie Marchand-Arvier         | Ilka Štuhec                  | Camilla Borsotti                                     |
| 21 dicembre 2012 | Crans Montana          | Svizzera   | SG    | Corinne Suter                 | Joana Hählen                 | Ramona Siebenhofer                                   |
| 7 gennaio 2013   | Zinal                  | Svizzera   | GS    | Adeline Baud                  | Susanne Weinbuchner          | Kajsa Kling                                          |
| 8 gennaio 2013   | Zinal                  | Svizzera   | GS    | Adeline Baud                  | Nina Løseth                  | Marion Bertrand                                      |
| 10 gennaio 2013  | Melchsee-Frutt         | Svizzera   | SL    | Wendy Holdener                | Nathalie Eklund              | Mona Løseth                                          |
| 11 gennaio 2013  | Melchsee-Frutt         | Svizzera   | SL    | Nina Løseth                   | Ramona Siebenhofer           | Nathalie Eklund                                      |
| 16 gennaio 2013  | Sankt Anton am Arlberg | Austria    | DH    | Joana Hählen                  | Sofia Goggia                 | Mirjam Puchner                                       |
| 17 gennaio 2013  | Sankt Anton am Arlberg | Austria    | DH    | Sofia Goggia                  | Joana Hählen                 | Karoline Pichler                                     |
| 19 gennaio 2013  | Schruns                | Austria    | SL    | Charlotta Säfvenberg          | Paulina Grassl               | Carmen Thalmann                                      |
| 20 gennaio 2013  | Schruns                | Austria    | SL    | Therese Borssén               | Michela Azzola               | Paulina Grassl                                       |
| 23 gennaio 2013  | Pamporovo              | Bulgaria   | GS    | Ramona Siebenhofer            | Mirjam Puchner               | Kajsa Kling                                          |
| 24 gennaio 2013  | Pamporovo              | Bulgaria   | GS    | Adeline Baud                  | Sofia Goggia                 | Susanne Weinbuchner                                  |
| 28 gennaio 2013  | Jasná                  | Slovacchia | DH    | Sofia Goggia                  | Ilka Štuhec                  | Enrica Cipriani                                      |
| 29 gennaio 2013  | Jasná                  | Slovacchia | DH    | Ilka Štuhec                   | Klára Křížová Mirjam Puchner |                                                      |
| 31 gennaio 2013  | Zakopane               | Polonia    | SL    | annullata                     | annullata                    | annullata                                            |
| 1º febbraio 2013 | Zakopane               | Polonia    | SL    | Michela Azzola                | Mona Løseth                  | Magdalena Fjällström Sarah Pardeller Veronika Staber |
| 4 febbraio 2013  | Sella Nevea            | Italia     | SC    | Adeline Baud                  | Jessica Depauli              | Anne-Sophie Barthet                                  |
| 4 febbraio 2013  | Sella Nevea            | Italia     | SG    | Corinne Suter                 | Cornelia Hütter              | Adeline Baud                                         |
| 5 febbraio 2013  | Sella Nevea            | Italia     | SG    | Joana Hählen                  | Cornelia Hütter              | Stephanie Venier                                     |
| 7 febbraio 2013  | San Candido            | Italia     | PR    | Veronica Smedh                | Julia Dygruber               | Magdalena Fjällström                                 |
| 8 febbraio 2013  | San Candido            | Italia     | SL    | Mona Løseth                   | Wendy Holdener               | Christina Geiger                                     |
| 4 marzo 2013     | Andalo/Paganella       | Italia     | GS    | Eva-Maria Brem                | Wendy Holdener               | Sara Hector                                          |
| 5 marzo 2013     | Andalo/Paganella       | Italia     | GS    | Nina Løseth                   | Marion Bertrand              | Eva-Maria Brem                                       |
| 7 marzo 2013     | Lenggries              | Germania   | SL    | Nastasia Noens                | Carmen Thalmann              | Alexandra Daum                                       |
| 8 marzo 2013     | Lenggries              | Germania   | SL    | Šárka Záhrobská               | Charlotta Säfvenberg         | Nathalie Eklund                                      |
| 14 marzo 2013    | Soči Krasnaja Poljana  | Russia     | GS    | Coralie Frasse Sombet         | Jasmina Suter                | Karoline Pichler                                     |
| 15 marzo 2013    | Soči Krasnaja Poljana  | Russia     | SG    | Ragnhild Mowinckel            | Camilla Borsotti             | Tamara Tippler                                       |
| 17 marzo 2013    | Soči Krasnaja Poljana  | Russia     | DH    | annullata                     | annullata                    | annullata                                            |

Legenda:

DH = discesa libera

SG = supergigante

GS = slalom gigante

SL = slalom speciale

SC = supercombinata

PR = slalom parallelo

### Classifiche

#### Generale
| Pos. | Nome               | Nazione  | Punti |
| ---- | ------------------ | -------- | ----- |
| 1    | Ramona Siebenhofer | Austria  | 1178  |
| 2    | Sofia Goggia       | Italia   | 934   |
| 3    | Adeline Baud       | Francia  | 826   |
| 4    | Mirjam Puchner     | Austria  | 759   |
| 5    | Romane Miradoli    | Francia  | 722   |
| 6    | Cornelia Hütter    | Austria  | 715   |
| 7    | Corinne Suter      | Svizzera | 674   |
| 8    | Mona Løseth        | Norvegia | 660   |
| 9    | Joana Hählen       | Svizzera | 607   |
| 10   | Nina Løseth        | Norvegia | 605   |

#### Discesa libera
| Pos. | Nome            | Nazione  | Punti |
| ---- | --------------- | -------- | ----- |
| 1    | Sofia Goggia    | Italia   | 425   |
| 2    | Cornelia Hütter | Austria  | 315   |
| 3    | Joana Hählen    | Svizzera | 314   |
| 4    | Vanja Brodnik   | Slovenia | 299   |
| 5    | Corinne Suter   | Svizzera | 266   |

#### Supergigante
| Pos. | Nome               | Nazione  | Punti |
| ---- | ------------------ | -------- | ----- |
| 1    | Cornelia Hütter    | Austria  | 332   |
| 2    | Corinne Suter      | Svizzera | 260   |
| 3    | Ramona Siebenhofer | Austria  | 255   |
| 4    | Camilla Borsotti   | Italia   | 254   |
| 5    | Joana Hählen       | Svizzera | 243   |

#### Slalom gigante
| Pos. | Nome                  | Nazione  | Punti |
| ---- | --------------------- | -------- | ----- |
| 1    | Ramona Siebenhofer    | Austria  | 516   |
| 2    | Adeline Baud          | Francia  | 463   |
| 3    | Coralie Frasse Sombet | Francia  | 409   |
| 4    | Nina Løseth           | Norvegia | 373   |
| 5    | Sara Hector           | Svezia   | 365   |

#### Slalom speciale
| Pos. | Nome                 | Nazione    | Punti |
| ---- | -------------------- | ---------- | ----- |
| 1    | Michela Azzola       | Italia     | 464   |
| 2    | Charlotta Säfvenberg | Svezia     | 321   |
| 3    | Magdalena Fjällström | Svezia     | 396   |
| 4    | Mona Løseth          | Norvegia   | 394   |
| 5    | Petra Vlhová         | Slovacchia | 362   |

#### Combinata
| Pos. | Nome               | Nazione | Punti |
| ---- | ------------------ | ------- | ----- |
| 1    | Romane Miradoli    | Francia | 108   |
| 2    | Adeline Baud       | Francia | 100   |
| 2    | Ramona Siebenhofer | Austria | 100   |
| 4    | Jessica Depauli    | Austria | 80    |
| 5    | Estelle Alphand    | Francia | 78    |